# Mind, Body & Soul
Albums de Joss Stone
The Soul Sessions Introducing Joss Stone
Singles
Mind, Body & Soul est le deuxième album de Joss Stone. Il est sorti le 27 septembre 2004 en Angleterre et le 28 septembre aux États-Unis.
Les singles sont You Had Me, Right to Be Wrong, Spoiled et Don't Cha Wanna Ride.

## Liste des titres
1. Right To Be Wrong - 4:40
2. Jet Lag - 4:00
3. You Had Me - 3:59
4. Spoiled - 4:03
5. Don't Cha Wanna Ride - 3:31
6. Less Is More - 4:17
7. Security - 4:30
8. Young at Heart – 4:10
9. Snakes and Ladders – 3:35
10. Understand – 3:46
11. Don't Know How – 4:01
12. Torn and Tattered – 3:58
13. Killing Time – 5:11
14. Sleep Like a Child – 15:27
15. Daniel (piste bonus) - 2:44

## Sortie
| Pays        | Date              | Label           |
| ----------- | ----------------- | --------------- |
| Japon       | 15 septembre 2004 | EMI             |
| Allemagne   | 24 septembre 2004 | EMI             |
| Royaume-Uni | 27 septembre 2004 | Relentless (en) |
| Pays-Bas    | 27 septembre 2004 | EMI             |
| Australie   | 27 septembre 2004 | EMI             |
| Espagne     | 27 septembre 2004 | EMI             |
| États-Unis  | 28 septembre 2004 | S-Curve (en)    |
| Canada      | 28 septembre 2004 | EMI             |
| France      | 15 septembre 2004 |                 |